# Zhanmadao
La zhanmadao (斬馬刀, hanyu pinyin : zhǎnmǎdāo, lit. sabre à couper les chevaux) était une épée chinoise de la dynastie Song.
Datant de 1027, elle était utilisée comme arme anti-cavalerie. Parmi les exemplaires parvenus jusqu'à nous, on trouve une épée ressemblant à un nagamaki en cours de fabrication ; cette arme comporte une poignée recouverte de cuir tressé d'environ 37 cm de long, la rendant facile à saisir à deux mains. La lame mesure 114 cm de long, très droite pour sa première moitié, puis comportant, jusqu'à l'extrémité, une légère courbure.
Parmi les possibles dérivés de ces armes chinoises, on trouve les changdao, miaodao et wodao.
Ce type d'épée semble avoir été la source d'inspiration pour la conception du Zanbato japonais, si jamais cette arme a réellement existé, puisque des témoignages laissent entendre que ces deux types d'armes permettaient de tuer, en un seul coup, à la fois le cheval et son cavalier.
Dans le monde occidental, des épées de tailles comparables ont pu être utilisées pour effectuer une percée dans une ligne de piquiers, ou encore pour trancher les membres antérieurs d'un cheval au galop, bien que la justesse historique de cette information soit également à prendre avec circonspection. Voir également Bihänder, espadon, zweihänder et flamberge.